# Ji’an (Hualien)
Ji’an (chinesisch 吉安鄉, Pinyin Jí'ān Xiāng) ist eine Landgemeinde im Landkreis Hualien in der Republik China (Taiwan).

## Lage
Ji’an liegt an der Pazifikküste unmittelbar südlich der Kreishauptstadt Hualien. Die Nord-Süd- bzw. Ost-West-Ausdehnung des Gemeindegebiets beträgt zwischen 8 und 10 Kilometer. Die benachbarten Gemeinden sind die Stadt Hualien im Nordosten, sowie die Landgemeinden Xiulin im Westen und Shoufeng im Süden. Ji’an befindet sich am nördlichen Ende des Huatung-Tals, das sich parallel zur Küste über etwa 180 Kilometer nach Süden erstreckt. Im Osten bildet der Pazifik und im Westen bilden die Ausläufer des Zentralgebirges die natürlichen Grenzen. Geologisch handelt es sich bei dem Gemeindegebiet überwiegend um eine Schwemmebene, die durch Sedimentablagerungen hier mündender Flüsse entstanden ist. Das Klima ist subtropisch mit Jahresmitteltemperaturen von 23–24 °C und durch den Monsun geprägt, mit Jahresniederschlagsmengen von über 2000 mm (siehe dazu das Klimadiagramm von Hualien).

## Geschichte
Die Geschichte Ji’ans entspricht der der Nachbargemeinden an der taiwanischen Ostküste. Die Ureinwohner der Gegend waren austronesische Angehörige taiwanisch-indigener Völker. In den „Berichten aus Taiwan“ (臺灣府志) aus dem Jahr 1696, zur Regierungszeit des Qing-Kaisers Kangxi, wird erstmals eine menschliche Ansiedlung im Bereich des heutigen Ji’an schriftlich erwähnt. Ab der zweiten Hälfte des 19. Jahrhunderts setzte allmählich eine Einwanderung von Han-Chinesen (vorwiegend Min Nan und Hakka) ein. Zur Zeit der japanischen Kolonialherrschaft (1895–1945) wurde die Einwanderung von japanischen Siedlern an die Ostküste Taiwans gefördert. Dazu wurden verschiedene Mustersiedlungen gegründet, unter anderem auch Yoshino (吉野) im heutigen Ji’an. Die Siedlung wurde nach dem gleichnamigen Fluss in der Präfektur Tokushima benannt, woher die meisten der ersten Siedler kamen. Nach der Übertragung Taiwans an die Republik China im Jahr 1945 mussten die japanischen Siedler das Land wieder verlassen. Die Gemeinde Yoshino wurde am 1. Januar 1948 in Ji’an umbenannt und das Gebiet als Landgemeinde im neu gebildeten Landkreis Hualien organisiert. Nach dem Zusammenbruch der nationalchinesischen Regierung auf dem chinesischen Festland 1945–1949 kamen auch viele Kuomintang-Anhänger vom Festland, darunter viele Soldaten und deren Familien in das Gebiet.

## Bevölkerung
Mit etwa 84.000 Einwohnern ist Ji’an die in Bezug auf Einwohnerzahl zweitgrößte Gemeinde im Landkreis Hualien. Nach der amtlichen Statistik gehörten Ende 2017 15.348 Personen (etwa 18 Prozent) der indigenen Bevölkerung an. Überwiegend handelte es sich um Amis und zum kleineren Teil um Truku.

## Landwirtschaft
Die fruchtbaren Schwemmböden und das milde Klime begünstigen die landwirtschaftliche Nutzung. Bekannte lokale Agrarprodukte sind Reis, Taro und Lauch.

## Verkehr
Hauptverkehrsadern sind die in Küstennähe verlaufenden Provinzstraßen 11 und 11C (11丙), sowie die weiter im Landesinneren verlaufenden Provinzstraßen 9 und 9C (9丙). Die Taitung-Linie (臺東線) der Taiwanischen Eisenbahn durchquert Ji’an weitgehend parallel zur Provinzstraße 9 und hat hier einen Haltebahnhof.

## Verwaltungsgliederung
| Gliederung von Ji’an |
|                      |

Ji’an ist in 18 Dörfer (村,  Cūn) untergliedert (Nummerierung entsprechend der nebenstehenden Karte).
1. 北昌村, Beichang
2. 勝安村, Shengan
3. 宜昌村, Yichang
4. 南昌村, Nanchang
5. 仁里村, Renli
6. 稻香村, Tadao
7. 仁和村, Renhe
8. 東昌村, Dongchang
9. 仁安村, Ren'an
10. 光華村, Guanghua
11. 永興村, Yongxing
12. 干城村, Kancheng
13. 南華村, Nanhua
14. 福興村, Fuxing
15. 吉安村, Jian
16. 慶豐村, Qingfeng
17. 永安村, Yongan
18. 太昌村, Taichang

## Sehenswürdigkeiten
Von touristischen Interesse sind die Kultur der indigenen Bewohner mit ihren farbenfrohen Volksfesten, die vielerorts zu findenden Blumengärten und die Möglichkeiten für Fahrradtouren z. B. entlang der Küste.

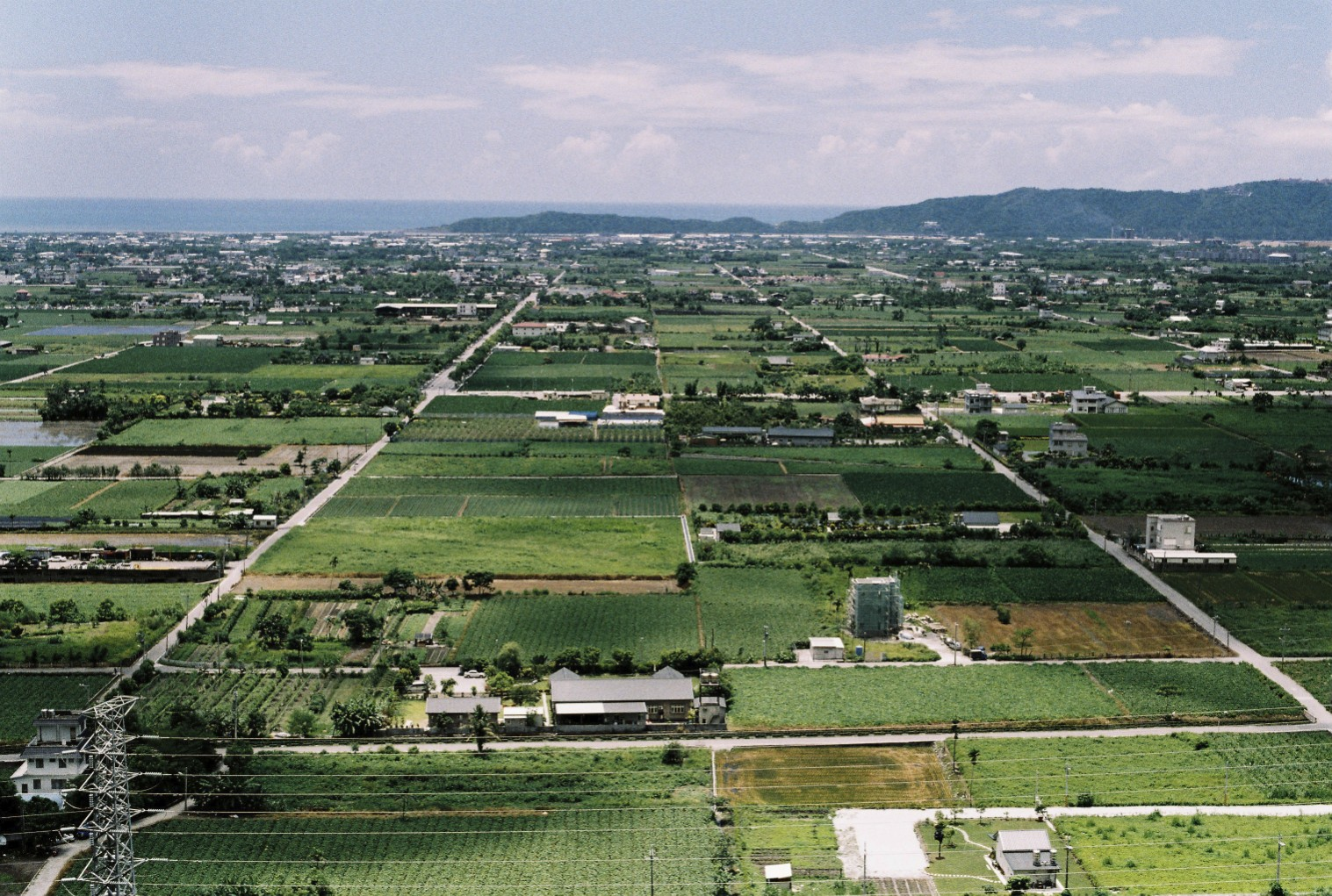
Ebene von Ji’an
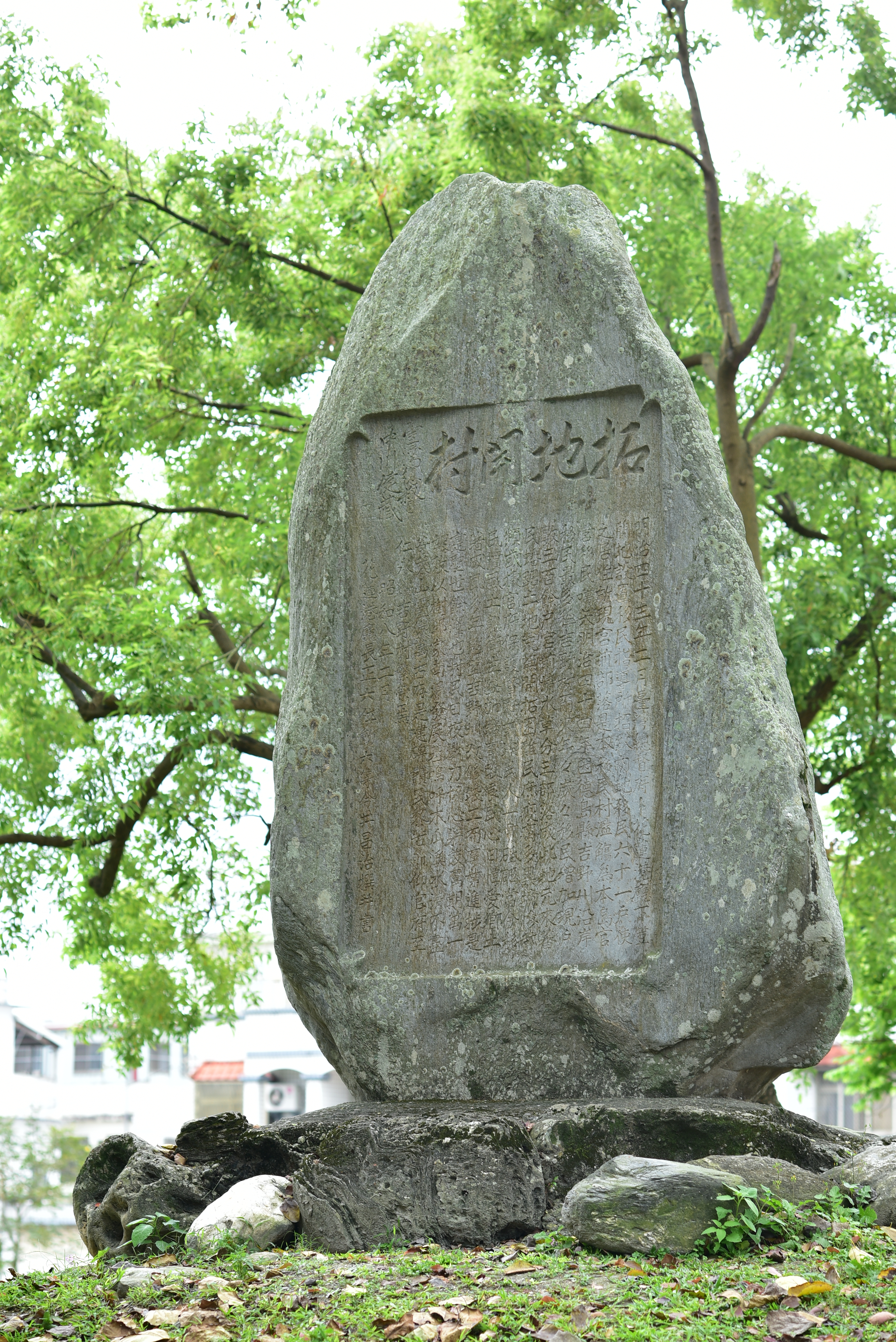
Gedenkstein aus der japanischen Kolonialzeit (吉野拓地開村記念碑)